# Bastien Guillemin
Pas d'image ? Cliquez ici

a Compétitions nationales et continentales officielles uniquement.

Dernière mise à jour le 18 août 2023.
Bastien Guillemin est un joueur français de rugby à XV, né le 22 septembre 1997 qui évolue au poste d'arrière où d'ailier.

## Biographie
Fils d'un ancien légionnaire originaire de Vernoux-en-Vivarais, il commence à pratiquer le rugby à XV au La Voulte sportif puis à Valence avant d'être intégré au pôle de formation du FC Grenoble en cadets.
Il fait ses débuts en Top 14 avec l'équipe professionnelle du FC Grenoble en 2016.
Il inscrit son 1er essai en Top 14 face à Clermont-Ferrand le 2 mars 2019.
Il s'engage au Castres olympique pour trois ans à partir du juillet 2020 contre des indemnités de formation au club du FC Grenoble qui s’élèvent à environ 250 000 euros.

## Palmarès
- Championnat de France de Pro D2 :
  - Vice-champion (1) : 2018 avec le FC Grenoble
- Barrage d'accession au Top 14 :
  - Vainqueur (1) : 2018 avec le FC Grenoble
  - Finaliste (1) : 2019 avec le FC Grenoble